# 雪莉·雷奈·史考特
雪莉·雷奈·史考特（英語：Sherie Rene Scott，1967年2月8日—），是一名美國女演員、歌手和作家，她最知名的作品是《最後那五年》之電影而聞名，另外，她曾獲得第64屆東尼獎頒獎典禮這般獎項。

## 個人生活
雷奈·史考特於1998年嫁給美國演員，導演，唱片製作和電影製片人Kurt Deutsch。

## 電影
- 2007年《P.S.我愛你》P.S. I Love You
- 2014年《最後那五年》[3]The Last 5 Years

## 外部連結
- 雪莉·雷奈·史考特在互联网电影资料库（IMDb）上的資料（英文）
- Official Site （页面存档备份，存于）